# Quỷ Môn Quan (thần thoại)
Đối với các định nghĩa khác, xem Cổng địa ngục (định hướng).

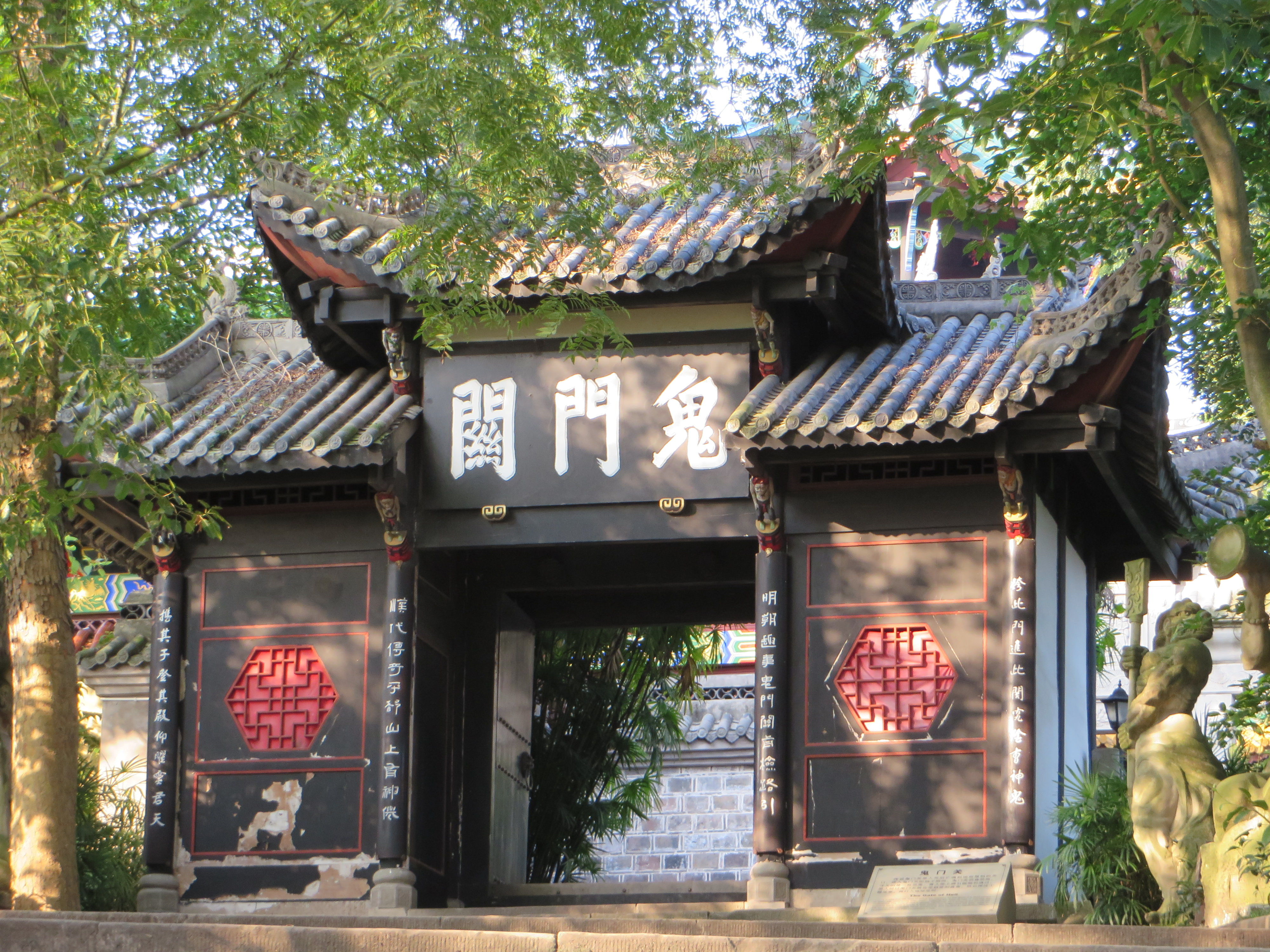
Quỷ Môn Quan

Quỷ Môn Quan (tiếng Trung: 鬼門关) là cánh cổng dẫn đến địa ngục trong thần thoại Trung Hoa. Những người sau khi chết nếu linh hồn không được lên Thiên đàng thì sẽ phải đi qua cánh cổng này và chịu sự dẫn độ của các quỷ sai đưa xuống địa ngục để Diêm Vương phán xét và định đoạt. Theo quan niệm của người xưa cho rằng vào ngày rằm tháng 7 âm lịch (lễ Vu Lan) hàng năm, Quỷ Môn Quan sẽ mở cửa cho phép những linh hồn bị giam cầm hay bị đày đoạ trong địa ngục được phép đi lại trong dương gian đến hết tháng 7 âm lịch thì sẽ đóng cổng. Vậy nên người ta mới bảo rằng tháng 7 là tháng Cô hồn và tháng không tốt để làm những việc đại sự như cưới xin, mua nhà...